# Espancamento de Laura Vermont
O espancamento de Laura Vermont (20 de junho de 2015, em São Paulo) foi um evento que causou comoção nacional e trouxe à tona as questões de violência contra mulheres trans. A menina de 18 anos voltava para casa a pé de madrugada quando passou em frente a uma padaria e cinco homens jovens que ali estavam bebendo a agrediram com socos, chutes e pauladas. Testemunhas ligaram para o 190 e dois policiais militares que atenderam à ocorrência não realizaram o socorro da vítima e, ao contrário, também a agrediram e deram um tiro nela.
Em dezembro de 2016, os dois policiais foram exonerados e o governo do estado de São Paulo foi condenado a indenizar os pais da vítima. Em maio de 2023, o júri popular absolveu dois dos cinco acusados e três deles foram condenados por lesão corporal leve, recebendo pena de 1 ano. Contudo, esse tipo de crime deve ser julgado em até 4 anos do acontecimento e, portanto, havia prescrito e os três réus não cumprirão pena. Os crimes dos civis e dos policiais militares não foram caracterizados como transfobia.

## Vida pessoal
Laura Vermont (São Paulo, 1997? - São Paulo, 2015) foi uma mulher trans brasileira espancada até a morte por cinco homens, em 2015, em Itaquera, Zona Leste de São Paulo, quando tinha 18 anos.

Laura Vermont era filha da empresária Zilda Laurentino e do comerciante Jackson de Araújo. Tinha duas irmãs, Rejane e Geni. Sua sobrinha Júlia nasceu 20 dias depois de sua morte. Laura era aceita pela família, que a tratava com afeto.
| “                                         | Teve uma época em que ela [Laura Vermont] estudava, mas aí o pessoal começou a querer mexer. Fui e tirei da escola, quase arrumei confusão lá. Durante a vida toda [ela sofreu preconceito]. Isso porque não falava para nós do que acontecia quando saía, que todo mundo ficava falando, xingando. Essas pessoas [transexuais] sofrem. | ” |
| — Jackson de Araújo, pai de Laura Vermont | |   |

## O espancamento
Laura Vermont saiu de casa na noite de sexta-feira, 19 de junho de 2015, para participar de uma festa na Avenida Nordestina. Na madrugada do dia seguinte, 20 de junho, na volta da festa, ela entrou em um carro com uma amiga, outra mulher trans, e um homem. O casal brigou com Laura e, segundo a amiga, Laura usou um estilete para atacá-la. O homem colocou as duas mulheres para fora do veículo.
Segundo a amiga, Laura e ela continuaram brigando enquanto caminhavam pela Avenida Pires do Rio, em Itaquera, Zona Leste de São Paulo. Um motoboy que passou pelo local teria tirado o estilete de Laura. Mais à frente, Laura teria atacado um casal e uma mulher.
Na Avenida Nordestina, pouco antes das 5 horas da madrugada, Laura passou em frente a uma padaria onde cinco homens bebiam. Segundo a amiga de Laura, houve uma discussão. Os homens começaram a espancá-la e um deles a agrediu com pauladas. Em meio às agressões, Laura pediu ajuda em uma padaria, mas foi expulsa do local e voltou a ser espancada.
Laura conseguiu se desvencilhar dos agressores. Um vídeo realizado por um funcionário do posto de gasolina nas proximidades mostra Laura desesperada, desorientada e com o rosto já bastante ensanguentado. Ele perguntou o que havia acontecido e ela respondeu: “Você sabe como é que é. Você me leva para o pronto-atendimento?”
Nesse momento, a Polícia Militar havia sido chamada para socorrê-la.

### Atuação dos policiais militares
| “                                         | Estou me sentindo muito mal. O pessoal que é para proteger, que é a polícia, foi quem terminou de matar minha filha. | ” |
| — Jackson de Araújo, pai de Laura Vermont | |   |

Segundo a Justiça, os dois policiais militares foram "omissos, truculentos e descuidados". O juiz da 11ª Vara de Fazenda Pública do Foro Central, Kenichi Koyama, os chamou de "negligentes, imprudentes e ainda mentiram". Em vez de socorrer a vítima, também a agrediram.
Quando chegaram ao 63ª Distrito Policial (Vila Jacuí), o soldado Diego Clemente Mendes (23 anos) e o sargento Ailton de Jesus (44 anos) contaram uma primeira versão da ocorrência à delegada Ivna Schelble, que foi desmentida por eles mesmos após investigação da Polícia Civil. Inicialmente, disseram ter recebido uma ligação ao 190 e se deslocado até o local. Laura Vermont teria entrado na viatura vazia e dirigido em alta velocidade até se chocar contra um muro alguns metros à frente. O agente Diego Mendes teria se pendurado na viatura a fim de impedir a fuga de Laura, tendo sido arrastado e sofrido alguns ferimentos. Os advogados da família de Laura Vermont alegaram que a vítima tentou dirigir a viatura militar para fugir dos agressores.
Laura teria saído do veículo e corrido pela Avenida Nordestina, quando teve a cabeça atingida por um ônibus, que não parou para prestar socorro. Segundo os policiais, Laura teria continuado a correr até bater a cabeça em um poste. Nesse momento, Laura teria caído e ficado imóvel. Os PMs teriam a socorrido e levado ao Hospital Municipal Professor Waldomiro de Paula, na região leste de São Paulo. Laura faleceu pouco depois de chegar ao pronto-socorro e os PMs foram até o 63º Distrito Policial, onde o relato com sua versão para a morte de Laura tinha 18 linhas.
| “                                         | A versão de que minha filha pegou o carro da PM é estranha. Ela não sabia dirigir. | ” |
| — Jackson de Araújo, pai de Laura Vermont |                                                                                    |   |

Duas horas depois do primeiro boletim de ocorrência, os PMs retornaram à delegacia com uma suposta testemunha ocular, Alex (19 anos), que teria confirmado os fatos relatados pelos PMs. O jovem enfatizou não ter ouvido disparo de arma de fogo quando Laura assumiu o controle da viatura. E percebeu-se que ele ficou meia hora dialogando com os policiais nas proximidades do 63º DP, antes de ser apresentado como testemunha da ocorrência.
A Polícia Civil desconfiou da história contada e da riqueza de detalhes do relato da testemunho. Decidiram visitar o local da ocorrência, onde encontraram vestígios que não condiziam com o depoimento dos PMs. Imagens de câmeras de segurança mostram Laura sendo baleada no braço por um dos policiais e chutada após sair da viatura acidentada. Alem disso, o laudo do IML indicava que Laura Vermont tinha tinha lesões no rosto, no tronco e nas pernas, e uma marca de disparo no braço esquerdo.
A Polícia Civil retornou à DP e pressionou os PMs e a testemunha diante das provas. Ailton de Jesus confessou ter dado um tiro no braço de Laura Vermont “porque ela havia apresentado resistência e porque os meios menos letais mostraram-se ineficazes para vencer a resistência e a iminência de injusta agressão”. Diego Clemente Mendes indicou ter sido instruído pelo sargento a "mentir sobre os fatos". A falsa testemunha confessou ter recebido um papel do sargento com as informações que deveria relatar na delegacia. Os agentes foram levados para o Presídio Militar Romão Gomes para investigação de falso testemunhos pela Corregedoria da corporação, onde permaneceram por quatro dias. Em 2016, os agentes foram exonerados pelos erros cometidos nesta ocorrência.
A Polícia Civil descartou a possibilidade de que as ações dos cinco homens e dos PMs tenham sido motivadas por transfobia, e concluiu que a morte se deu em decorrência do espancamento antes da ação policial. Os agentes da Polícia Militar (PM), porém, foram considerados irresponsáveis. Pela omissão de socorro, o governo do estado foi condenado a indenizar a família.

### Morte
Um amigo da família de Laura Vermont avisou seus pais que ela estava andando machucada e desorientada pela Avenida Nordestina. Os pais de Laura pegaram o automóvel da própria família e acabaram por realizar o resgate da filha, levando-a para o hospital. Seu pai a encontrou caída no chão e colocou no carro, já percebendo que as condições de Laura não eram boas.
A Justiça registrou que Laura faleceu antes do socorro realizado pela família, contudo, o atestado de óbito informa que o falecimento ocorreu na unidade médica. O Laudo emitido pelo Instituto Médico Legal (IML) indica que Laura Vermont faleceu por conta do traumatismo craniano que sofreu: traumatismo cranioencefálico e insuficiência respiratória causados por ação de objeto contundente, decorrentes dos socos e pauladas na cabeça. Também ficou registrado que ela tinha lesões no rosto, no tronco e nas pernas, e uma marca do disparo de arma de fogo no braço esquerdo.

## Indenização do Governo do Estado
Em maio de 2022, Kenichi Koyama, juiz da 11ª Vara de Fazenda Pública do Foro Central, determinou pagamento de R$ 25 mil de indenização por danos morais para cada um dos pais de Laura Vermont. Por conta das falhas dos policiais militares, em junho do mesmo ano, o mesmo juiz acatou o pedido da Defensoria Pública e dobrou o valor da indenização.
Defensores do Núcleo Especializado de Cidadania e Direitos Humanos e do Núcleo Especializado de Defesa da Diversidade e da Igualdade Racial atuaram no caso.
No dia 27 de março de 2023, a Procuradoria Geral do Estado autorizou a expedição de ofício solicitando o pagamento da indenização à família.

## Julgamento dos agressores
As investigações do 32º Departamento de Polícia concluíram que Laura foi espancada por cinco homens e agredida a pauladas por um deles. Os delegados José Manoel Lopes e Michel Augusto Toricelli indicaram como agressores Van Basten Bizarrias de Deus (24 anos), Jefferson Rodrigues Paulo (24 anos), Iago Bizarrias de Deus (20 anos), Wilson de Jesus Marcolino (20 anos) e Bruno Rodrigues de Oliveira. Além de amigos, alguns dos cinco réus são parentes.
No dia 29 de julho de 2015, a Justiça decretou prisão preventiva dos suspeitos. Van Basten, Jefferson e Iago foram detidos temporariamente. Wilson foi considerado foragido da Justiça. Bruno foi monitorado pelo 32º DP e estava para ser preso. O Ministério Público do Estado de São Paulo denunciou os suspeitos por homicídio triplamente qualificado: por motivo fútil, por recurso que dificultou a defesa da vítima e pelo emprego de meio cruel. Contudo, acabaram por responder ao processo pelo homicídio doloso (intencional) de Laura Vermont em liberdade.
O júri popular deveria ter acontecido em setembro de 2019. Tendo sido adiado para março de 2020. Novamente, cancelado pela produção de mais provas e pela pandemia de coronavírus. O julgamento durou dois dias e aconteceu no dia 12 de maio de 2023, às 13h, quando um júri popular de 7 pessoas foi designado para julgar o caso no Fórum Criminal da Barra Funda, na cidade de São Paulo. O juiz do caso foi Roberto Zanicheli Cintra, da 1ª Vara do Júri. A condenação máxima era de 30 anos de prisão.
O promotor do caso foi João Carlos Calsavara. O Conselho de Sentença confirmou o envolvimento de três réus, condenados por lesão corporal leve. Contudo, alegou que não houve intenção de matar; o que afastou a acusação de tentativa de homicídio. Isso gerou críticas pela violência do caso.
Van Basten Bizarrias de Jesus, Iago Bizarrias de Deus e Wilson de Jesus Marcolino foram condenados a um ano de prisão por lesão corporal leve. Contudo, esse crime prescreve em quatro anos do ocorrido, então não foram presos. Os outros dois réus foram absolvidos.
O advogado da família de Laura, José Beraldo, entrou com recurso para anular o júri. Segundo ele, o júri “agiu com parcialidade” tendo ficado incomodado com conversas paralelas da acusação durante os depoimentos. O presidente da Seção de Direito Criminal, Camargo Aranha Filho, rejeitou o recurso.

## Repercussão

### No governo do estado
Em maio de 2023, a Secretaria Nacional dos Direitos das Pessoas LGBTQIA+ se posicionou contra a sentença judicial desse caso. A  nota da secretaria declara que a decisão (dois agressores absolvidos e três condenados por lesão corporal leve) é inaceitável, pois os assassinos não serão responsabilizados pelo crime.
| “                                                       | É absolutamente inaceitável que a vida de uma mulher transgênera seja ceifada com tamanha violência e não haja a devida responsabilização dos agressores. De acordo com o Ministério Público, o grupo espancou Laura de forma deliberada, culminando em sua morte. Essa hipótese é comprovada pelo laudo do Instituto Médico Legal (IML), o qual afirma que a causa da morte deu-se em decorrência de traumatismo craniano. | ” |
| — Secretaria Nacional dos Direitos das Pessoas LGBTQIA+ | |   |

No mesmo mês, o Ministério Público de São Paulo entrou com um pedido para anular a decisão do júri popular, por vários problemas ocorridos durante o julgamento do caso. Dentre eles, o promotor do caso indicou que os jurados não prestaram atenção nas imagens  do suplício da vítima apresentadas pela acusação e ignoraram as declarações em que os acusados confirmariam o crime de ódio.
| “                                           | Errou o magistrado na apreciação das lesões sofridas e praticadas pelos acusados ao considerá-las leves, sendo que a vítima foi praticamente massacrada em seu corpo franzino de travesti pelos acusados. | ” |
| — Ministério Público do Estado de São Paulo | |   |

### Na família
Zilda Laurentino, mãe de Laura, faleceu de infarto fulminante em 17 de junho de 2024, aos 66 anos, após um período de depressão pela não-prisão dos agressores de sua filha. Foi enterrada no Cemitério da Saudade, em São Miguel Paulista.
| “                                          | Não era só a luta por responsabilização. Zilda doía também pela saudade da filha Laura. Usava sempre uma blusa que estampava o rosto da jovem. Em casa, montou um santuário onde as cinzas da filha tinham lugar de destaque. | ” |
| — Rejane Laurentino, irmã de Laura Vermont | |   |

## Homenagem
- 2016 - Inauguração do Centro de Cidadania LGBT Leste "Laura Vermont", em São Miguel Paulista, São Paulo,  na Avenida em que Laura foi espancada.[1]

| “                                                      | o Centro de Cidadania LGBT Leste foi inaugurado e nomeado como Laura Vermont em homenagem à travesti assassinada na região, vítima de violência motivada por sua identidade de gênero. Ela tinha 18 anos quando foi agredida e executada na Avenida Nordestina. | ” |
| — Secretaria Municipal de Direitos Humanos e Cidadania | |   |